# Nicholas Andrews
Nicholas „Nick“ Andrews (* 2. Februar 1997) ist ein australischer Hürdenläufer, der sich auf den 110-Meter-Hürdenlauf spezialisiert hat.

## Sportliche Laufbahn
Erste internationale Erfahrungen sammelte Nicholas Andrews im Jahr 2014, als er bei den Olympischen Jugendspielen in Nanjing, bei denen er im B-Finale nicht mehr an den Start ging. 2016 schied er bei den U20-Weltmeisterschaften in Bydgoszcz mit 13,68 s im Halbfinale aus und belegte mit der australischen 4-mal-100-Meter-Staffel in 39,57 s den fünften Platz. Im Jahr darauf belegte er bei den IAAF World Relays 2014 in Nassau in 39,73 s den vierten Platz in der 4-mal-100-Meter-Staffel und anschließend schied er bei den Weltmeisterschaften in London mit 38,88 s im Vorlauf aus. Bei den IAAF World Relays 2019 wurde er in der Pendel-Hürdenstaffel im Finale disqualifiziert und im Juni gewann er bei den Ozeanienmeisterschaften in Townsville in 13,84 s die Silbermedaille über 110 m Hürden hinter seinem Landsmann Nicholas Hough. Anschließend schied er bei der Sommer-Universiade in Neapel mit 13,86 s im Halbfinale aus. 2022 schied er bei den Hallenweltmeisterschaften in Belgrad mit 7,75 s in der ersten Runde über 60 m Hürden aus. Im Juni gewann er bei den Ozeanienmeisterschaften in Mackay in 13,62 s erneut die Silbermedaille hinter seinem Landsmann Hough. Im Jahr darauf schied er bei den Weltmeisterschaften in Budapest mit 13,92 s in der ersten Runde aus.

## Persönliche Bestzeiten
- 100 Meter: 10,32 s, 25. November 2017 in Sydney
- 110 m Hürden: 13,59 s (+0,8 m/s), 27. März 2021 in Brisbane
  - 60 m Hürden (Halle): 7,71 s, 20. Februar 2022 in Düsseldorf